# 家なき子
『家なき子』（いえなきこ、仏: Sans famille）は、フランスの作家エクトール・アンリ・マロが1878年に発表した児童文学作品。ディケンズの名作『オリバー・トゥイスト』に似たような孤児の物語。少年レミが旅芸人のおじいさんに引き取られ、いろいろなところを旅し、たくさんの出会いを通して成長していく教養小説。
幾度も映画化され、日本でのアニメ化も多い。日本での初訳は明治36年（1903年）で、五来素川により『未だ見ぬ親』の題名で『読売新聞』に連載された。

## 日本語訳
- 『未だ見ぬ親 家庭小説』（訳 五来素川、警醒社書店） 1909
- 『家なき児』上・下（訳 菊池幽芳、春陽堂） 1912
- 『家の無い児』（訳 楠山正雄、家庭読物刊行会、世界少年文学名作集17） 1921
- 『家なき子』（明文舘書店） 1922
- 『みなしご』（訳 武藤直治、誠文堂、愛の学校叢書4） 1924
- 『家なき児』（訳 菊池幽芳、国民図書、幽芳全集4） 1924
- 『家なき児』（訳 三宅房子、絵 寺内万治郎、金の星社、少年文学名著選集2） 1927
- 『家なき子』（訳 日本童話研究会、九段書房、学校家庭文庫10） 1927
- 『家なき兒』（訳 菊池幽芳、改造社、世界大衆文学全集2） 1928
- 『家なき子』（訳 菊池寛、口絵 林唯一、挿画 河目悌二、興文社・文藝春秋社、小学生全集54） 1928
- 『三年生 家なき子』（訳 野上彰、画 渡辺三郎、宝文館、宝文館の小学生文庫） 1928
- 『家なき子』（訳 村上幸雄、ポプラ社、たのしい名作童話） 1929
- 『家なき児』（訳 上方屋編輯部、上方屋書店） 1935
- 『家なき児 - 仏和対訳』（訳 山根正吉、平原社、平原社トーキー・シリーズA29） 1935
- 『家なき兒』（訳 久米元一、大日本雄辯會講談社） 1938
- 『家なき子』（訳 豊嶋與志雄、絵 田中良、講談社、講談社の絵本） 1938
- 『家なき児』（訳 菊池幽芳、改造社、世界大衆文学名作選集2） 1939
- 『サン・ファミーユ - 家なき児』上・中・下（訳 津田穣、岩波書店、岩波文庫） 1939
- 『家なき子』（訳 童話研究会 、セイコウ社） 1940
- 『家なき兒』上・下（訳 鈴木三重吉、童話春秋社） 1941
- 『家なき児』（訳 久米元一、絵 田代光、大日本雄辯會講談社、少國民名作文庫1） 1947
- 『家なき児』（訳 池田宣政、絵 田中良、偕成社） 1947
- 『家なき子』（訳 林芙美子、絵 須田寿、新潮社、世界の絵本） 1949
- 『家なき兒』（訳 池田宣政、絵 田中良、ポプラ社、世界名作物語3） 1950
- 『家なき子』（訳 川端康成、絵 日向房子、あかね書房、世界名作物語選書） 1950
- 『家なき児』（訳 樋口都史雄、文化建設社、世界名作文庫） 1950
- 『家なき子』（訳 丸岡明、絵 吉沢廉三郎、主婦之友社、少年少女名作家庭文庫8） 1951
- 『家なき子』（訳 川端康成、絵 田中良, 日向房子、あかね書房、世界絵文庫10） 1951
- 『家なき児』（訳 池田宣政、絵 田中良、ポプラ社、世界名作物語3） 1951
- 『家なき子』（訳 久米元一、絵 田代光、講談社、世界名作全集11） 1951
- 『家なき子』（訳 上田健次郎、絵 コマミヤロクロウ、潮文閣、世界童話文庫20） 1951
- 『家なき子』（訳 水上勉、絵 杉全直、小峰書店、小学生文庫74） 1951
- 『家なき子』（訳 三宅房子、画 土村正寿、黎明社、世界名作物語） 1951
- 「家なき児」（訳 高嶺深雪、東光出版社、『少年少女世界名作全集6』） 1951
- 『家なき子』（訳 川端康成、絵 日向房子、あかね書房、世界名作物語選書） 1952
- 『家なき子』上・中・下（訳 山内義雄、絵 長沢節、岩波少年文庫） 1952 - 1954
- 『家なき子』（訳 二反長半、絵 斎藤長三、三十書房、新児童文庫24） 1952
- 『家なき子』（訳 小出正吾、絵 有岡一郎、あかね書房、幼年世界名作全集4） 1953
- 『家なき子』（訳 宇野浩二、絵 田中良、偕成社、世界名作文庫69） 1953
- 『新家なき子』（訳 堀寿子、絵 渡辺郁子、黎明社、世界名作物語38） 1953
- 『家なき子』（訳 大木雄二、絵 富山妙子、鶴書房、世界童話名作全集7） 1953
- 『家なき子』（訳 村岡花子、絵 芝原よしえ、日本書房、学級文庫3・4年生） 1953
- 『家なき子』（訳 小出正吾、あかね書房、幼年世界名作全集） 1954
- 『家なき子』（訳 豊島與志雄、絵 田中良、講談社、講談社の絵本34） 1954
- 『家なき子』（訳 おのちゅうこう、絵 彩田あきら、鶴書房、少年少女世界名作全集16） 1954
- 『家なき児』上・中・下（訳 鈴木三重吉、角川文庫） 1954
- 『家なき子』（訳 丸岡明、絵 吉田健男、筑摩書房、小学生全集54） 1954
- 『家なき子物語』（訳 小野忠孝、絵 日向房子、講談社、名作物語文庫3） 1955
- 『家なき子』（訳 川端康成、絵 富山妙子、河出書房、ロビン・ブックス24） 1955
- 『家なき子』（訳 野上彰、絵 渡辺三郎、宝文館、宝文館の小学生文庫3年生） 1955
- 『家なき子』（訳 桜田佐、挿絵 風間完、創元社、世界少年少女文学全集12 フランス編2） 1955
- 『家なき子』（訳 豊島与志雄、絵 田中良、大日本雄弁会講談社、講談社の絵本555） 1956
- 『家なき子』（訳 宮脇紀雄、偕成社、児童名作シリーズ9） 1956
- 『家なき子』（編訳 吉氷清, 秋山澄夫、第三書房） 1956
- 『家なき子』（訳 五十公野清一、絵 吾妻萱平、泰光堂、初級世界名作童話1） 1956
- 『家なき子』（編 保育社編集部、絵 石津博典、保育社、保育社の名作絵文庫3） 1956
- 『家なき子』（訳 宮脇紀雄、絵 武田将美、偕成社、児童名作全集19） 1956
- 『家なき子 - 名作絵物語』（訳 村岡花子、絵 相沢光朗、講談社、講談社の三年生文庫8） 1956
- 『家なき子』（訳 鈴木三重吉、絵 市川禎男、筑摩書房、世界の名作4） 1956
- 『家なき子』第1 - 2部（訳 桜田佐、新潮社、新潮文庫） 1957
- 『家なき子』（訳 村上幸雄、絵 東貞美、ポプラ社、たのしい名作童話9） 1957
- 『家なき子』（訳 上田健次郎、日本書房、世界童話文庫32） 1957
- 「家なき児」（訳 高嶺深雪、東光出版社、『少年少女世界名作3』） 1957
- 『家なき子』（訳 三宅房子、絵 土村正寿、黎明社、世界名作全集） 1958
- 『家なき子』（訳 上田健次郎、絵 富岡襄、保育社、保育社の幼年名作全集17） 1958
- 『家なき子』（訳 古田幸男、同和春秋社、少年読物文庫） 1958
- 『家なき子』（訳 奈街三郎、絵 松井行正、東光出版社、新選世界名作選集） 1958
- 『家なき子』（訳 丸岡明、絵 吉田健男、筑摩書房、小学生全集54）1958
- 『家なき子』（訳 奈街三郎、東光出版社） 1958
- 『家なき子』（訳 岩崎純孝、絵 加藤まさお、講談社、講談社の絵本ゴールド版15） 1959
- 『家なき子 / 風車小屋だより / 愛の妖精 ほか』（訳 西条八十ほか、講談社、少年少女世界文学全集27 フランス編3） 1959
- 『家なき子』（訳 谷村まち子、絵 富岡襄、集英社、少年少女物語文庫29） 1959
- 『家なき子』（訳 北川千代、絵 池田かずお、小学館、小学館の幼年文庫39） 1959
- 「家なき子」（訳 桜井成夫、平凡社、『世界名作全集16』） 1959
- 『いえなき子』（訳 山本和夫、絵 渡辺三郎、実業之日本社） 1959
- 『家なき子』（訳 徳永寿美子、絵 山中冬児、偕成社、なかよし絵文庫44） 1959
- 『家なき子 / 三じゅうし』（訳 西山敏夫、絵 石津博典、保育社、保育社のこどもぶんこ5 フランス編1） 1960
- 『家なき子』（訳 川端康成、絵 村上松次郎、偕成社、児童世界文学全集15） 1960
- 『家なき子』（訳 那須辰造、絵 梁川剛一、講談社、少年少女世界名作全集22） 1960
- 『家なき子』（訳 石川湧、絵 鳥居敏文、あかね書房、世界児童文学全集18） 1960
- 『家なき子』（訳 山内義雄、絵 谷俊彦、小学館、少年少女世界名作文学全集16） 1961
- 『家なき子 / アルプスの少女』（訳 宇野浩二 / 川崎大治、偕成社、幼年世界文学全集10） 1961
- 『家なき子』（訳 大木雄二、絵 富山妙子、鶴書房、世界童話名作全集6） 1961
- 『家なき子』（訳 小出正吾、あかね書房、たのしい世界の童話10） 1962
- 『いえなきこ』（訳 斎藤了一、絵 こさかしげる、ポプラ社、おはなし文庫32） 1962
- 『家なき子 / シンデレラ姫』（訳 川崎竹一, 那須辰造、講談社、世界名作童話全集3） 1962
- 『家なき子 / 十五少年漂流記』（訳 新庄嘉章, 那須辰造、講談社、少年少女新世界文学全集18 フランス古典編） 1962
- 『小公子 / 家なき子』（訳 与田準一、絵 武部本一郎、偕成社、幼年絵童話全集5） 1962
- 『家なき子』（編 大木雄二、鶴書房、世界童話名作全集） 	1963
- 『家なき子』（訳 土家由岐雄、絵 新井五郎、ポプラ社、世界名作童話全集4） 1963
- 『家なき子』上・下（訳 丸岡明、絵 吉田健男、筑摩書房、新版小学生全集94） 1963
- 『家なき子』（訳 鶴田知也、絵 矢車すずし、小学館、幼年世界名作文学全集14） 1963
- 『家なき子』（文 岩崎純孝、絵 勝山ひろし、講談社、講談社の絵本 クラウン版）1963
- 『家なき子』（訳 塚原亮一、講談社、世界の名作4） 1964
- 『家なき子』（訳 村岡花子、絵 芝原よしえ、日本書房、学級文庫の三、四年文庫） 1964
- 『家なき子』（訳 槙本ナナ子、絵 桜井誠、岩崎書店、世界少女名作全集26） 1964
- 『家なき子』（編著 土家由岐雄、さしえ 新井五郎、ポプラ社、世界名作童話全集4） 1964
- 『家なき子』（訳 那須辰造 他、小学館、小学館の絵本） 1964
- 「家なき子」（文 山内義雄, 西山敏夫、小学館、少年少女世界の名作文学22 フランス編4） 1964
- 『家なき子』（訳 桔梗利一、絵 武部本一郎、保育社、保育社の幼年名作全集10） 1965
- 『家なき子』（訳 久米元一、絵 石田武雄 、講談社、世界名作全集15） 1966
- 『家なき子 / 愛の妖精』（訳 西条八十ほか、講談社、少年少女世界名作文学全集12） 1966
- 『家なき子』（訳 小出正吾、絵 岡野謙二、偕成社、カラー版・世界の幼年文学13） 1967
- 『家なき子』（訳 江口清、絵 岩井泰三、ポプラ社、世界の名著2） 1967
- 『家なき子』（訳 那須辰造、絵 鈴木琢磨、集英社、母と子の名作文学14） 1967
- 『家なき子』（訳 谷村まち子、絵 石井達治、集英社、少年少女世界の名作5） 1968
- 『家なき子』（訳 池田宣政、絵 田中良、ポプラ社、世界の名作3） 1968
- 『家なき子 / パール街の少年たち』（訳 西条八十 / 徳永康元、講談社、世界の名作図書館14） 1968
- 『家なき子 / にんじん』（訳 福永武彦, 大久保輝臣、河出書房新社、少年少女世界の文学16） 1968
- 『家なき子』（小学館、カラー版幼年世界文学15）	1969
- 『家なき子 / 棺桶島 他	』（文 西山敏夫、小学館、カラー名作 少年少女世界の文学14巻 フランス編3） 1969
- 『家なき子』（訳 山主敏子、絵 村上勉、世界文化社、オールカラー版少年少女世界の名作6） 1969
- 『家なき子』（訳 土家由岐雄、ポプラ社、世界名作童話全集4） 1969
- 『家なき子』（訳 山主敏子、世界文化社、少年少女世界の名作6） 1969
- 『家なき子』（訳 那須辰造、絵 鈴木琢磨、集英社、母と子の名作文学14） 1970
- 『新訳 家なき子』（訳 三井ふたばこ、絵 山中冬児、文研出版、文研児童読書館） 1971
- 『家なき子』上・下（訳 佐藤房吉、評論社、ニューファミリー文庫、世界の名作4・5） 1971
- 『家なき子』（訳 村上幸雄、絵 平野貞一、ポプラ社、たのしい名作童話6） 1971
- 『家なき子』（訳 野長瀬正夫、絵 武部本一郎、金の星社、こども世界の名作1） 1972
- 『家なき子』（訳 宮脇紀雄、絵 武田将美、偕成社、児童名作シリーズ9） 1972
- 『家なき子』（訳 山主敏子、絵 村上勉、世界文化社、少年少女世界の名作6） 1972
- 『家なき子』（編著 おのちゅうこう、絵 水沢研、日本ブック・クラブ、こども名作全集33） 1972
- 『家なき子』（画 山中冬児、なかよし文庫） 1972
- 『家なき子』（訳 槙本ナナ子、絵 桜井誠、岩崎書店、世界少女名作全集26） 1973
- 『家なき子』（訳 桂真佐喜、絵 今村りえ子、朝日ソノラマ、世界名作ものがたり3） 1974
- 『家なき子』（訳 村上幸雄、絵 田名網敬一、ポプラ社、幼年童話9） 1974
- 『家なき子 / ナポレオン / 美女と野獣 他』（訳 安野光雅 / 梁川剛一 / 小野かおる ほか、小学館、ワイドカラー版 少年少女世界の名作27 フランス編8）	1974
- 『家なき子』（訳 那須辰造、絵 武部本一郎、講談社、少年少女講談社文庫A-45） 1975
- 『家なき子』（訳 村岡花子、絵 芝原よしえ、日本書房、学級文庫の三、四年文庫） 1975
- 「家なき子」（訳 山下喬子、絵 中山正美、主婦の友社、『少年少女世界名作全集6』） 1976
- 『家なき子』（訳 末松氷海子、国土社、国土社版世界の名作19） 1977
- 『家なき子』（訳 村岡花子、絵 芝原よしえ、日本書房、小学文庫） 1977
- 『家なき子』（訳 龍野立子、文 大石真、小学館、国際版 少年少女世界文学全集6） 1977
- 『家なき児』上・下（訳 鈴木三重吉、角川文庫） 1977
- 『家なき子』上・中・下（文 森山京、絵 こむぎプロ、フレーベル館、トツパンの名作えほん） 1977
- 『家なき子』上・中・下（訳 杉江慧子、講談社、テレビ名作えほん） 1978
- 『家なき子』上・下（訳 楠山正雄、春陽堂書店、春陽堂少年少女文庫、世界の名作・日本の名作） 1978
- 『家なき子』（訳 波多野未記、集英社、子どものための世界名作文学10） 1978
- 『家なき子』（訳 今西祐行、絵 田代三善、集英社、少年少女世界の名作17） 1982
- 『家なき子』（訳 浜田けい子、ぎょうせい、少年少女世界名作全集27） 1982
- 『家なき子』（監修 福田清人他、訳 立原えりか、絵 ジャン・ポール・コルブス、講談社、世界の名作 国際児童版） 1984　ISBN 4-06-180720-X
- 『いえなきこ』（訳 久保喬、絵 中村景児、金の星社、せかいの名作ぶんこ） 1985
- 『家なき子』（訳 小出正吾、絵 岡野謙二、偕成社、カラー版・世界の幼年文学） 1986
- 『家なき子』（訳 波多野未記、集英社、子どものための世界名作文学10）1986
- 『家なき子』（訳 間所ひさこ、小学館、学習版世界こども名作全集12） 1986
- 『石川淳全集 第5巻』（石川淳、筑摩書房） 1989

収録作品：「小公子」「蜜蜂の冒険」「乞食王子」「アルプスの少女」「白鳥物語」「家なき子」「愛の妖精」「前身」「しぐれ歌仙」「大歳の餅」「狼」「犯人」「落花」「夢の見本市」「灰色のマント」「紫苑物語」「白頭吟」
- 『家なき子』上・下（訳 佐藤房吉、筑摩書房、ちくま文庫） 1990
- 『家なき子』（訳 福永武彦, 大久保輝臣、装画 山本容子、河出書房新社、世界文学の玉手箱12） 1993
- 『家なき子』（訳 波多野未記、絵 村上幸一、集英社、子どものための世界文学の森10） 1994
- 『家なき子 (ゆめのあるお話)』（訳 福田昌弘、学習研究社、学研 ファブリ国際共同編集版 世界こども名作100 11） 1994
- 『家なき子』新装版（訳 浜田けい子、ぎょうせい、少年少女世界名作全集27） 1995
- 「家なき児(抄)」（訳 菊池幽芳、三一書房、『少年小説大系26 少年翻訳小説集』） 1995
- 『家なき子』（訳 福永武彦, 大久保輝臣、河出書房新社、河出文庫） 1996
- 『家なき子』上・中・下（訳 二宮フサ、偕成社、偕成社文庫） 1997
- 『家なき子』上・中・下（訳 楠山正雄、フロンティアニセン、フロンティア文庫、風呂で読める文庫100選58・59・60） 2005
- 『家なき子』上・下（訳 村松潔、新潮社、新潮社文庫） 2019

## 映像化作品

### 映画
- Sans famille（1925年、フランス） - サイレント映画
- Senza famiglia（1946年、イタリア）
- Ritorno al nido（1946年、イタリア）
- Sans famille（1934年、フランス） - 邦題『家なき兒』（1935年公開）／主題歌『家なき兒』（作曲：田村しげる・歌：東海林太郎）
- Sans famille（1957年、フランス） - 邦題『家なき子』（1960年12月15日公開）[1]
- Sans famille（2000年、フランス） - テレビ映画
- Rémi sans famille（2018年、フランス） - 邦題『家なき子 希望の歌声』（2020年11月20日公開）[2]

### 影絵劇
- 家なき子[3]（1955年、劇団かかし座、NHKテレビで放映）

### アニメ
- ちびっ子レミと名犬カピ（1970年、東映動画） - アニメ映画東映まんがまつりの一作。
  - ちびっ子レミと名犬カピより 家なき子（1975年、東映動画） - 上記の改題短縮リバイバル版。東映まんがまつりで上映。
- 家なき子（1977年-1978年、東京ムービー新社制作、日本テレビ系放映） - テレビアニメ。劇場版も作られ、1978年と1980年に東宝系で公開。
- まんが世界昔ばなし（1977年、ダックスインターナショナル制作、TBS系放映）
- 家なき子レミ （1996年、日本アニメーション制作、フジテレビ系放映） - 『世界名作劇場』第23作。レミの性別が少女に変えられた。ストーリーは、特に後半辺りから恋愛物語に変化しているため、日本テレビ放送版や同シリーズの同じ原作者の作品である『ペリーヌ物語』とは対照的に原作小説に忠実ではない。